# Strzeszyce
Strzeszyce (früher Trzeszycy, deutsch Wachendorf) ist eine Ortschaft mit einem Schulzenamt der Gemeinde Laskowa im Powiat Limanowski der Woiwodschaft Kleinpolen, Polen.

## Geographie
Der Ort liegt in den Inselbeskiden am Fluss Łososina. Die Nachbarorte sind Ujanowice im Südosten, Żmiąca im Süden, Jaworzna im Westen, Krosna im Norden, sowie Sechna im Osten.

## Geschichte
Der Ort wurde im Jahr 1262 als Cracisze erstmals urkundlich erwähnt. Später gehörte er den Klarissen in Stary Sącz (Alt Sandez) und wurde als Stressici oder Trzeszyce erwähnt. Der patronymische Name ist vom Personennamen *Trzesz (beispielsweise 1310 als Trsezka erwähnt) abgeleitet.
Im 16. Jahrhundert entstand dort ein großes Vorwerk der Klarissen.
Nach der Ersten Teilung Polens kam Strzeszyce zum neuen Königreich Galizien und Lodomerien des habsburgischen Kaiserreichs (ab 1804).
Im Jahr 1783 wurden im Zuge der Josephinischen Kolonisation deutsche Kolonisten verschiedener Konfessionen angesiedelt: 8 lutherische Familien, 2 reformierte, 1 katholische. Die Kolonie erhielt den Namen Wachendorf, eine freie Übersetzung von strzec (wachen) mit dem Suffix -dorf. 1869 entstand die lutherische Filialgemeinde Strzeszyce-Żbikowice von Nowy Sącz (Neu Sandez) mit dem Sitz in der evangelischen Volksschule in Strzeszyce. Bis Ende des 19. Jahrhunderts wurden die Nachgeborenen der Kolonisten polonisiert. Im Jahre 1900 hatte das Dorf in 43 Häuser 290 Einwohner, davon alle polnischsprachig, 270 römisch-katholisch, 20 anderen Glaubens (überwiegend evangelisch).
1918, nach dem Ende des Ersten Weltkriegs und dem Zusammenbruch der k.u.k. Monarchie, kam Strzeszyce zu Polen. Unterbrochen wurde dies durch die Besetzung Polens durch die Wehrmacht im Zweiten Weltkrieg, während der es zum Distrikt Krakau im Generalgouvernement gehörte.
Von 1975 bis 1998 gehörte Strzeszyce zur Woiwodschaft Nowy Sącz.

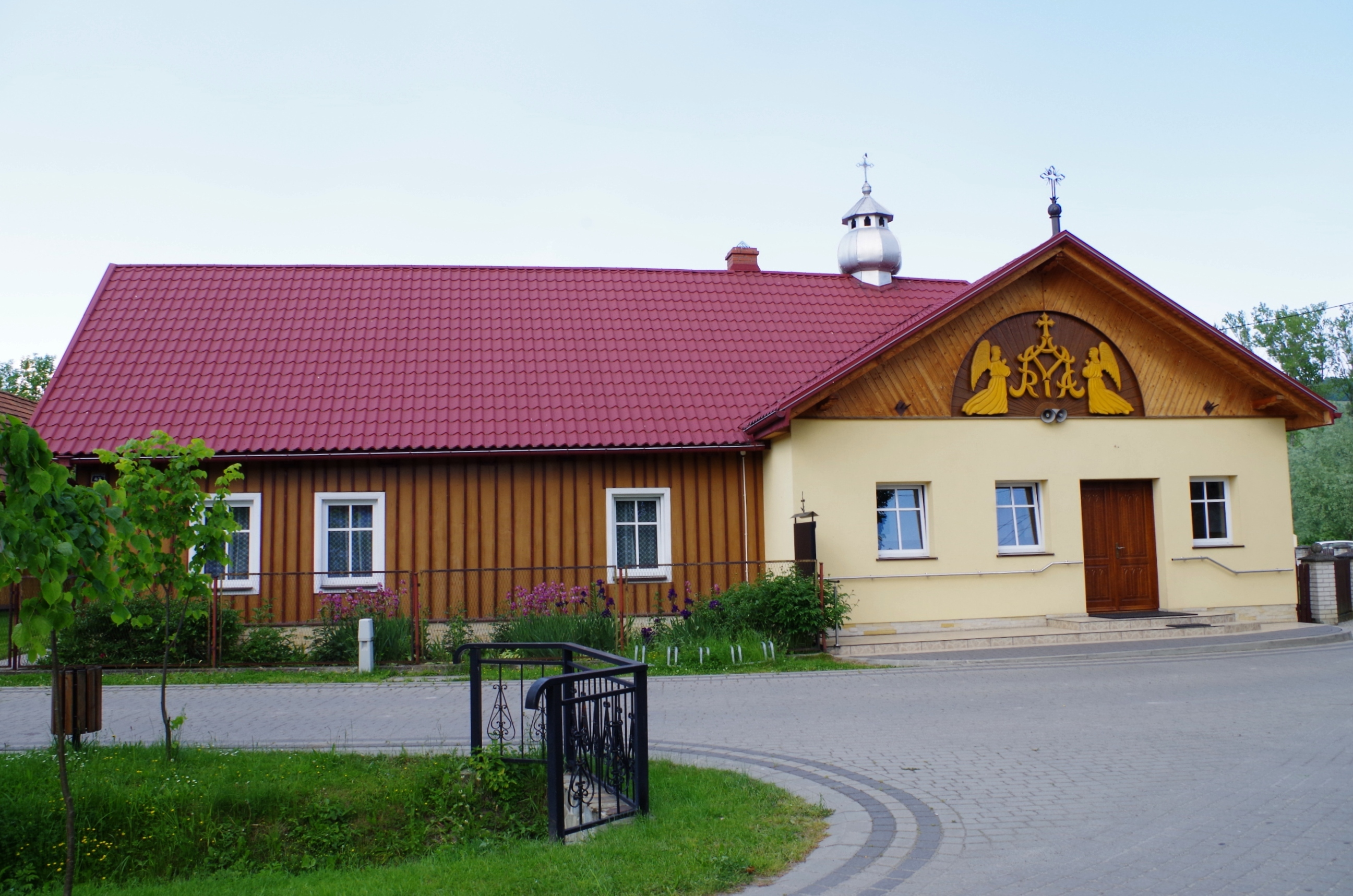
Kapelle
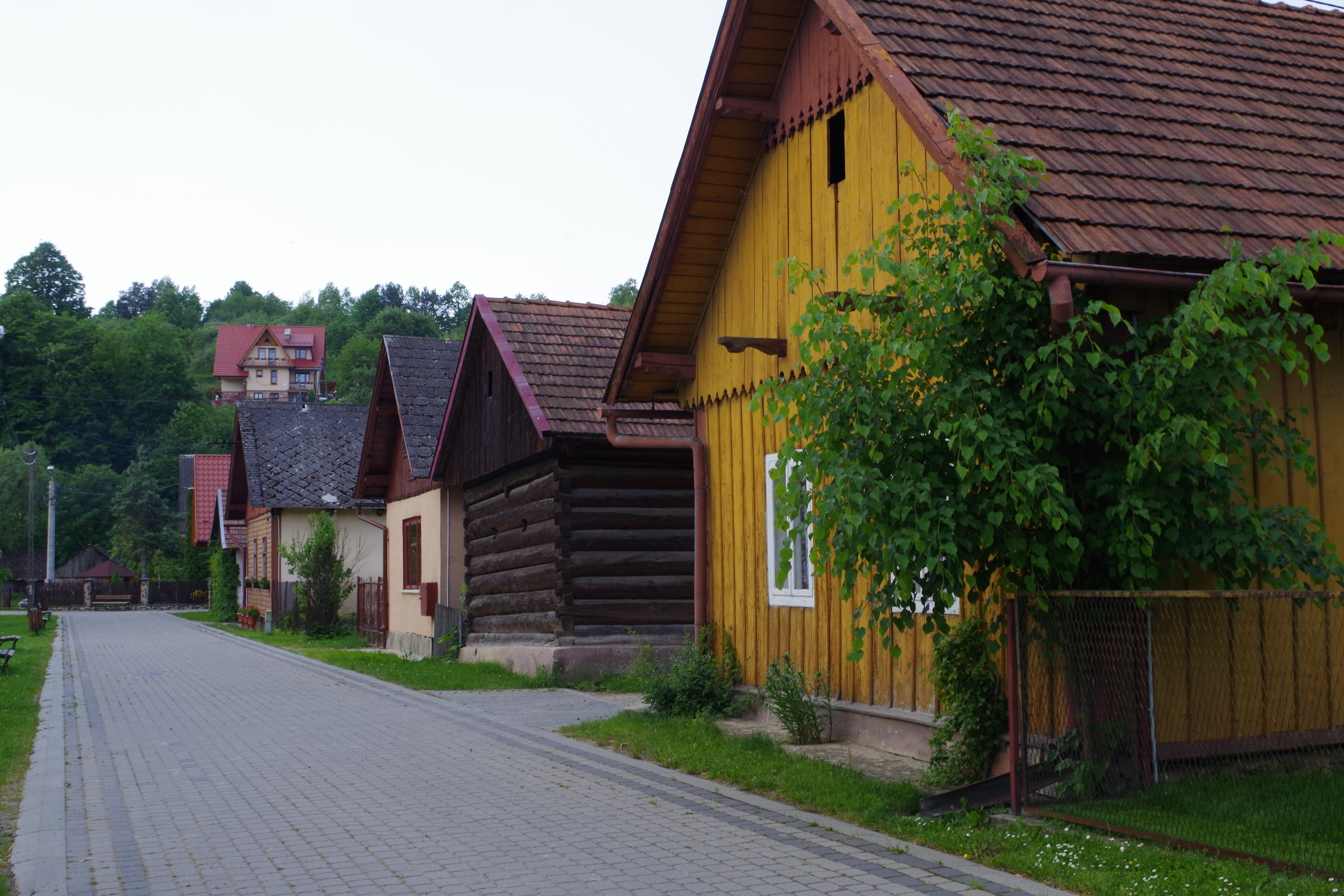
Straße durch das Dorf